# Тлусьцець
Тлусьцець (пол. Tłuściec) — село в Польщі, у гміні Мєндзижець-Підляський Більського повіту Люблінського воєводства. Населення — 464 особи (2011).

## Історія
У часи входження до складу Російської імперії належало до Радинського повіту Сідлецької губернії.
За даними етнографічної експедиції 1869—1870 років під керівництвом Павла Чубинського, у селі здебільшого проживали греко-католики, усе населення розмовляло українською мовою.
У 1975—1998 роках село належало до Білопідляського воєводства.

## Демографія
Демографічна структура станом на 31 березня 2011 року:
|          | Загалом | Допрацездатний вік | Працездатний вік | Постпрацездатний вік |
| -------- | ------- | ------------------ | ---------------- | -------------------- |
| Чоловіки | 218     | 49                 | 146              | 23                   |
| Жінки    | 246     | 68                 | 130              | 48                   |
| Разом    | 464     | 117                | 276              | 71                   |